# Velké projekty Françoise Mitterranda
Velké projekty Françoise Mitterranda (francouzsky Grands Travaux de François Mitterrand, oficiálně Velké architektonické a urbanistické operace – Grandes Opérations d'Architecture et d'Urbanisme) je označení pro architektonický a urbanistický program, který vyhlásil 21. francouzský prezident François Mitterrand. Jeho cílem bylo podporovat výstavbu nových staveb v Paříži, které by symbolizovaly významnou roli Francie v umění, politice a ekonomii na konci 20. století. Celkové náklady na program se odhadují na 15,7 miliard franků.

## Projekty

### Musée d'Orsay
Projekt přestavby nádraží Orsay na muzeum zahájil již Mitterandův předchůdce Valéry Giscard d'Estaing v roce 1977 a je považován za první velký projekt Françoise Mitterranda v prezidentském úřadu. Muzeum bylo pro veřejnost otevřeno 9. prosince 1986.

### Parc de la Villette
Park byl vybudován na místě zrušených městských jatek. Součástí parku jsou Cité des sciences et de l'industrie a Cité de la musique.

### Grande Arche de La Défense
Mrakodrap ve čtvrti La Défense stojící v historické ose byl dokončen v roce 1989 k 200. výročí Velké francouzské revoluce. Architektem je Johan Otto von Spreckelsen z Dánska.

### Grand Louvre
V roce 1981 prezident vyhlásil projekt na modernizaci muzea Louvre, aby byl celý palác Louvre přebudován výhradně pro muzejní účely a došlo k vystěhování Ministerstva financí z komplexu. V roce 1993 byl Louvre u příležitosti svého 200. výročí založení rozšířen o téměř 30 000 m2 díky otevření křídla Richelieu pro veřejnost.
Symbolem proměny muzea se stala prosklená pyramida na hlavním nádvoří, která slouží jako hlavní vchod do muzea. Jejím autorem je americký architekt čínského původu Ieoh Ming Pei. Projekt byl zadán v roce 1983 a pyramida byla otevřena v roce 1989 u příležitosti 200. výročí Velké francouzské revoluce.

### Institut du monde arabe
Institut byl otevřen 30. listopadu 1987, aby upevnil vztahy mezi Francií a arabskými zeměmi. Stavbu projektoval architekt Jean Nouvel. 

### Opéra Bastille
V roce 1982 prezident Mitterrand rozhodl o stavbě nového operního domu kvůli nedostatečné kapacitě dosavadní Opery Garnier. V roce 1983 byla vyhlášena mezinárodní architektonická soutěž, ve které zvítězil Carlos Ott. Opera byla slavnostně otevřena 13. července 1989 v předvečer 200. výročí pádu Bastilly.

### Ministère de l'Économie et des Finances
Sídlo Ministerstva ekonomiky a financí je umístěno v bezprostřední blízkosti Pont de Bercy ve stejnojmenné čtvrti (12. obvod) a tvoří architektonický komplex pěti budov (Necker, Vauban, Colbert, Sully a Turgot) o celkové ploše 230 000 m2. Autory projektu jsou Paul Chemetov a Borja Huidobro. Zprovozněno v roce 1988.

### Bibliothèque nationale de France
Nová ústřední budova národní knihovny vznikla ve 13. obvodu v rámci projektu Paris Rive Gauche. Byla postavena podle návrhu Dominiqua Perraulta, který v roce 1989 vyhrál mezinárodní architektonickou soutěž. Knihovna byla otevřena 30. března 1998.

### Centre culturel Tjibaou
Po uzavření tzv. Matignonských smluv v roce 1988 o právním postavení Nové Kaledonie, bylo v letech 1995-1998 postaveno kulturní centrum Kanaků podle návrhu architekta Renza Piana, jehož projekt byl vybrán roku 1991, na pozemku o rozloze 8 hektarů, který věnovalo město Nouméa.